# 近鬣齿兽属
近鬣齿兽属（学名：Consobrinus）为鬣齿兽科的一个属。

## 下属物种
本属包括以下物种：
- 凯尔西近鬣齿兽 Consobrinus quercy